# Eupithecia desertorum
Eupithecia desertorum är en fjärilsart som beskrevs av Karl Dietze 1913. Eupithecia desertorum ingår i släktet Eupithecia och familjen mätare. Inga underarter finns listade i Catalogue of Life.